# تریتوون (لوئیزیانا)
تریتوون (به انگلیسی: Terrytown) شهری در ایالت لوئیزیانا کشور ایالات متحده آمریکا است که جمعیت آن در سرشماری سال ۲۰۱۰ میلادی، ۲۳٬۳۱۹ نفر بوده‌است.